# 원시대핵류
원시대핵류(Karyorelictea)는 섬모충류의 일종이다. 대부분의 종이 해양 모래 틈 서식지에 발견되는 소형 저서동물이지만 록소데스속(Loxodes) 종만은 민물에서 발견된다.

## 하위 분류
- 원구목 (原口目, Protostomatida)
- 록소데스목 (Loxodida)
- 원시이모목 (原始異毛目, Protoheterotrichida)